# Ácido delta-aminolevulínico
O ácido δ-aminolevulínico (dALA, δ-ALA, 5ALA ou ácido 5-aminolevulínico), um aminoácido endógeno não-proteico, é o primeiro composto na via de síntese das porfirinas – via esta que leva a síntese do heme em mamíferos e da clorofila em plantas.
O δ-ALA é utilizado também na detecção e cirurgia fotodinâmicas do câncer.